# Малабарський Мусон

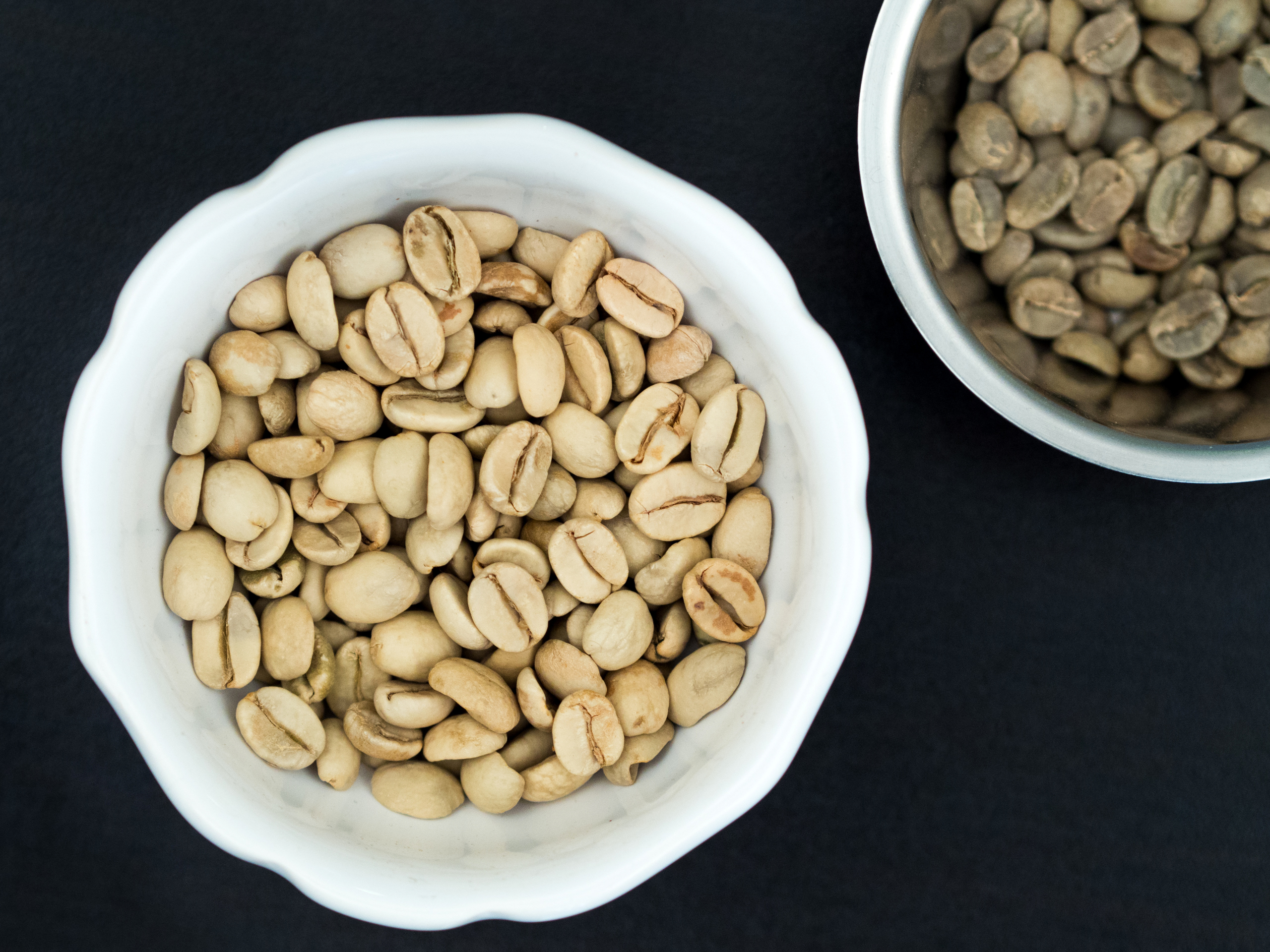
Малабарський мусон (арабіка) (зліва) та кавові зерна йоргачіф з Ефіопії (справа у верхньому куті)

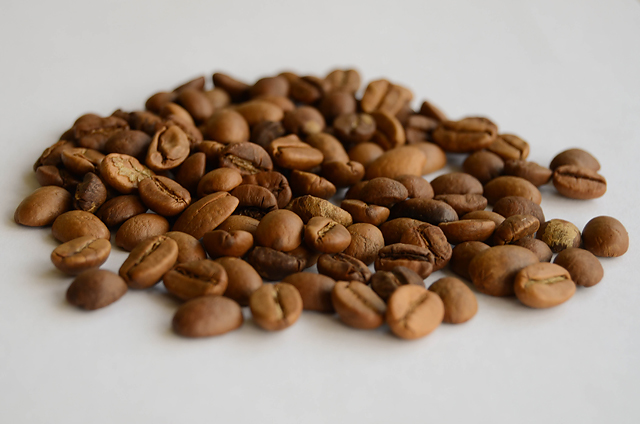
Малабарський мусон

Малабарський Мусон (англ. Monsooned Malabar) — процес та результат природної (кліматичної) обробки кавових зерен; це кавові зерна, які після збору зазнають впливу мусонного дощу та вітрів протягом трьох або чотирьох місяців, після чого вони збільшуються в розмірах і втрачають первинну кислотність; така кліматична обробка відображається також на їхніх ароматичних властивостях. Виготовляється в південній частині Індії — на Малабарському узбережжі (штати Карнатака та Керала); походження цієї кави юридично й географічно закріплене за Індією. Назва походить від мусонних вітрів Малабарського узбережжя.
Кава, оброблена малабарськими мусонами, є дуже насиченою, їдкою; аромат її нагадує шоколад, спеції, відчувається також горіховий компонент.

## Виникнення
Історія кави Малабарський Мусон бере свій початок із часів Британської Індії, коли під час транспортування кави до Європи, яке займало місяці, зерна піддавалися впливу значної вологості та морських вітрів; під впливом цих двох чинників зерна визрівали, змінюючи свій колір із зеленого на блідо-жовтий. Наприкінці шляху, коли сировина з Індії досягала берегів Європи, кавові зерна півроку, в період мусонів, зберігалися в стабільно вологих умовах в районі Мису Доброї Надії, внаслідок чого вони змінювали розміри, текстуру та характер — це прослідковувалось як власне в зернах, так і під час приготування та вживання напою. Зараз транспортування кавових зерен займає менше часу, до того ж вони краще захищені від вивітрювання та вологості. Проте вони вже не мають тієї глибини й того характеру, який раніше мали кавові зерна, завезені з Індії.
Кавові зерна змінюють свої якісні показники в залежності від положення щодо потоків морського повітря, мусонних вітрів та дощів. Цей процес вимагає чіткого відтворення даних умов. Такі умови можуть бути створені вздовж південно-західного узбережжя Індії протягом періоду мусонів, завдяки чому подібна зміна характеристик кавових зерен тут стає можливою.

## Сорти
Кліматичній обробці піддаються різні сорти кави, внаслідок чого Малабарський Мусон може бути як арабікою, так і робустою.

## Процес обробки
Зірвані цілі кавові плоди («вишні») відбираються та сушаться на сонці на спеціальних решітках. Висушені боби сортуються згідно з характеристиками, після чого відправляються на склад, де зберігаються до початку періоду мусонів. З червня по вересень відібрані кавові зерна знаходяться в добре провітрюваних складах під впливом вологого мусонного вітру. Процес кліматичної обробки кавових зерен включає в себе обережне поводження з сировиною, розпрямлення, згрібання її, а також регулярна зміна експозиції через певні проміжки часу. Зерна вбирають в себе вологу з повітря та значно збільшуються в розмірах, набуваючи блідого золотистого кольору. Наприкінці процесу внаслідок мікросортування відокремлюються повністю оброблені зерна.

## Смакові якості
Смак кави Малабарський Мусон характеризується середньою та високою насиченістю, землянистим присмаком, є пряним, помірно- та слабокислим, відчувається також присмак деревини й тютюну. В ароматі відчуваються шоколадний та горіховий компоненти.

## Регіони виробництва та статус
Малабарський Мусон виготовляється в крайній південно-західній частині Індії — на Малабарському узбережжі, розташованому на території штатів Карнатака й Керала, де панує мусонний клімат. Кава юридично та географічно закріплена за Індією.